# 機動捜査隊
機動捜査隊（きどうそうさたい）は、都道府県警察本部の刑事部に設置されている執行隊で、略称は「機捜」（きそう）である。

## 来歴
昭和40年代に入り、科学技術の進歩や高度経済成長に伴う生活・行動様式や価値観の変化に伴って、犯罪捜査にも変化が求められるようになっていた。自動車など交通機関の発達にともなって、犯罪の広域化およびスピード化の傾向が顕著となった。また都市化にともなって人と人との繋がりが薄れ、聞き込み捜査など「人からの捜査」だけでは解決が困難となっていた。これらの環境変化のなかで、検挙率は1965年から1969年まで低下しつづけていた。この事態を受けて、警察庁では昭和45年度に「刑事警察刷新強化対策要綱」を策定し、捜査体制の抜本的な強化を打ち出した。
警視庁では、1959年（昭和34年）11月、刑事部捜査第一課に「初動捜査班」を設置していた。これは有効な施策と認められ、1963年（昭和38年）には更に6府県に設置されるとともに、警視庁では捜査第一課から独立させて、刑事部直轄の執行隊となる「機動捜査隊」として増強改編させた。なお、「初動捜査班」という名前は、捜査第一課の強行犯捜査第二係に現存している。そして昭和45年度の「刑事警察刷新強化対策要綱」を受けて全国設置が決定され、1971年（昭和46年）5月までに、全都道府県警察本部への設置が完了している。

## 任務
24時間の交代勤務で、刑事事件、特に捜査第一課が担当する事件（強盗、傷害、殺人など）の初動捜査、窃盗事件や特殊詐欺事件の被疑者逃走事案などが発生した際の初動捜査を担当する。
普段は捜査車両で警ら活動をしており、隊員が事件や事故を目撃するまたは110番通報入電の無線指令を傍受すると、直ちに現場へ急行し初動捜査を行う。被疑者が確保されず事件が長期化する場合は、各警察署の刑事課や本部の担当課に捜査を引き継ぎ、再び警ら活動を続ける。ただし重大事件であれば事件発生後に捜査本部が設置され、多くの人員を必要とする場合にはそこに参加し、また逮捕状執行や捜索・差押えなどの検挙活動に際して各警察署などから要請があれば、その応援に従事することもある。
機動捜査隊は刑事部直轄の執行隊であるが、一部の警察本部では捜査第一課に所属している。一部の警察本部では立て籠もり事件に対処するため、捜査第一課特殊犯捜査係に機動捜査隊の捜査員を加えて、突入班を編成している。また、警視庁では機動捜査隊に立て籠もり事件の初動対応に当たる突入班が編成されている。なお栃木県警察では、機動捜査隊員が管区機動隊を兼務している。
北海道警察は、本部の刑事部に機動捜査隊を置いているほか、函館・旭川・釧路および北見の各方面本部捜査課に「機動捜査係」が配置されている。また、釧路方面本部の中で十勝地方管内を所管する十勝機動警察隊（隊本部：帯広市）の一個中隊が、機動捜査隊の任務を担っている。また、札幌方面の苫小牧警察署の刑事第三課に機動捜査係が置かれている。
福岡県警察は、本部刑事部機動捜査隊が福岡、筑豊、筑後地区を所管し、それぞれ地区隊を配置しているが、北九州地区については北九州市警察部隷下の機動警察隊が機動捜査隊の業務も併せて実施する体制としている。なお、筑後地区については本部刑事部機動捜査隊に暴力団道仁会や浪川会の実態把握を専門とする特別遊撃班が配置されている。
なお、秋田、福島、茨城、群馬、埼玉、三重、和歌山などでは捜査支援室などと統合した課を設けている。

## 装備
各都道府県警察で詳細は異なるが、通常の装備は以下のような物である。

### 個人装備

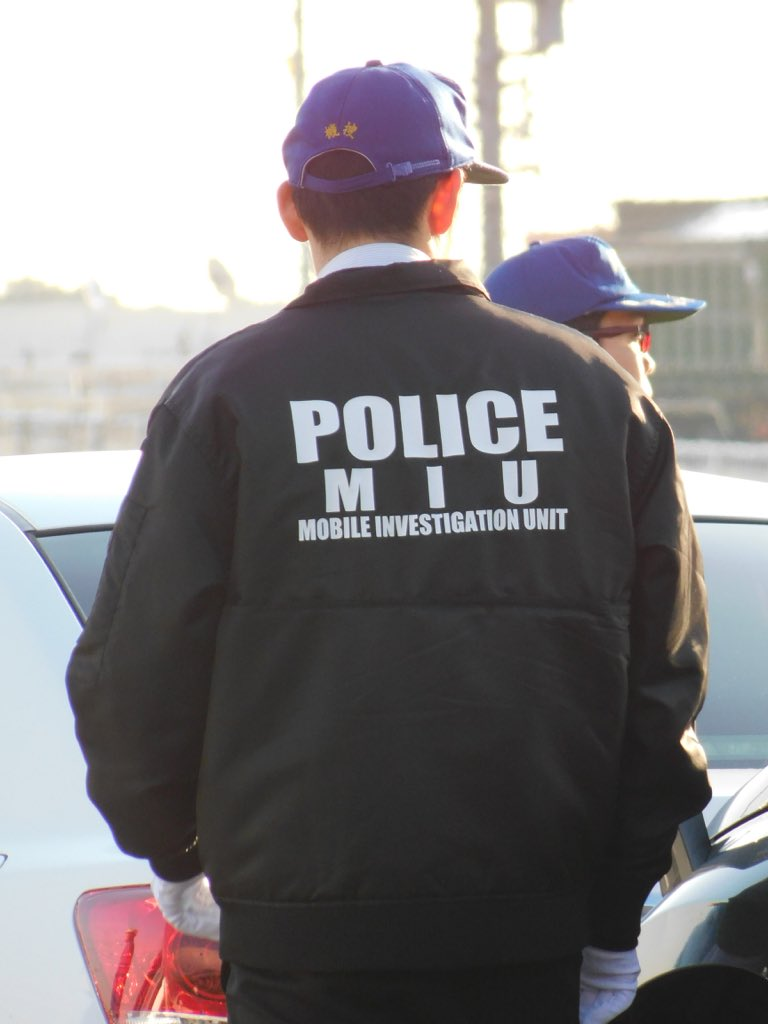
愛知県警察の機動捜査隊員

一般的に機動捜査隊員の所持品はウエストポーチに回転式もしくは自動式拳銃（ニューナンブM60、S&Wエアーウェイト、P230等）、特殊警棒、手錠を収納したうえで腰に装着する。ポケットには脱落防止のヒモで結びつけた警察手帳と受令機を入れ、イヤホンをつなぎ、活動中は常に無線指令を傍受する。また、腕章を着用したり、耐刃防護衣や防刃手袋も着用する。
通常、日本の私服警察官は銃を常時携帯していないが、機動捜査隊員は初動捜査において凶器を所持している被疑者と遭遇する可能性が高いことから、携帯している。自動車に搭乗して職務を行うために、銃はショルダーホルスターまたは拳銃や他の装備品携行専用のウエストポーチに入れているケースが多いが、勤務中に立ち寄った公衆トイレにこのポーチごと銃を置き忘れる例が何度か発生している。
機動捜査隊員の服装は私服であり、装備を収納したベストやウエストポーチを着用していることが多い。また殺人事件の現場などでは自分の毛髪を落とさないようにするためベースボールキャップ型帽子を被る場合もある。なお初動捜査が秘匿を必要とする場合は、腕章や帽子を着用しない。加えて、一部の警察本部では背面などにMIUと印字されたレイドジャケットが支給されている。
腕章については警視庁の場合、小豆色地に黄色文字で「機捜」と表記されている（同じ捜査員でも「捜査」腕章着用者は所轄の刑事、「捜〇」（〇は漢数字）なら本部捜査一・二・三課の刑事）。なお、広域機動捜査班は所属部署名が記され「警視庁 ○機捜」（○は3つある各隊の番号、漢数字）と2行で表記されている（1個捜査隊の10個班のうち3個班は県境を超えた隣接区域でも初動捜査を行うことができる広域機動捜査班である）。なお上部に黄色線が入っている場合はその人は主任クラスで警部補、上下に黄色線が入っている場合は警部（隊長補佐、班長＝係長クラス）もしくは警視（機捜隊長、管理官兼副隊長）。この腕章の規定は、警視庁刑事部各課と所轄署刑事課で共通となっている。

### 車両

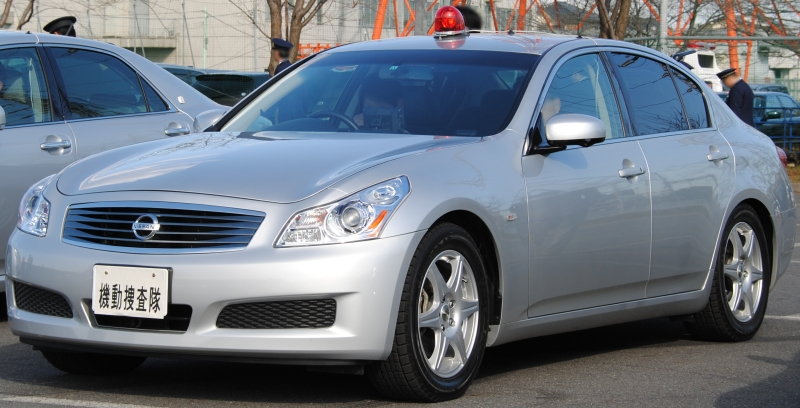
機動捜査用車（スカイライン）

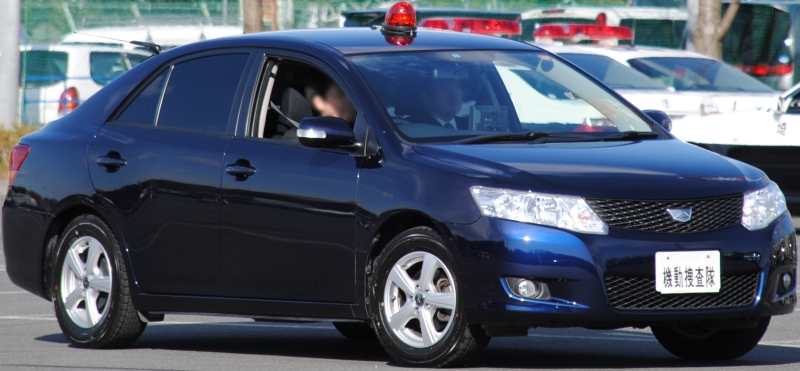
機動捜査用車（アリオン）

機動捜査隊に属する車両は機動捜査用車などで、トヨタ・マークX、トヨタ・カムリ、トヨタ・アリオン、日産・スカイライン、日産・ティアナ、スバル・レガシィB4、スズキ・キザシなど大排気量のセダンタイプが主に用いられている。

## 登場作品

### 小説
- 今野敏『機捜235』シリーズ　光文社

### テレビドラマ
- 『特別機動捜査隊』（NET・東映）主演: 波島進、中山昭二、青木義朗、里見浩太朗　機動捜査隊という名称が生まれるきっかけとなったと言われる作品
- 『警視庁機動捜査隊216』（TBS）主演: 沢口靖子
- 『機捜235』（テレビ東京）主演: 中村梅雀　原作は今野敏の同名小説
- 『MIU404』（TBS）主演: 綾野剛、星野源